# یوسف: پادشاه رؤیاها
یوسف: پادشاه رؤیاها (انگلیسی: Joseph: King of Dreams) یک فیلم ویدئویی آمریکایی پویانمایی محصول سال ۲۰۰۰ میلادی در ژانر فیلم موزیکال و درام از محصولات کمپانی دریم‌ورکس انیمیشن است.